# Mezzé

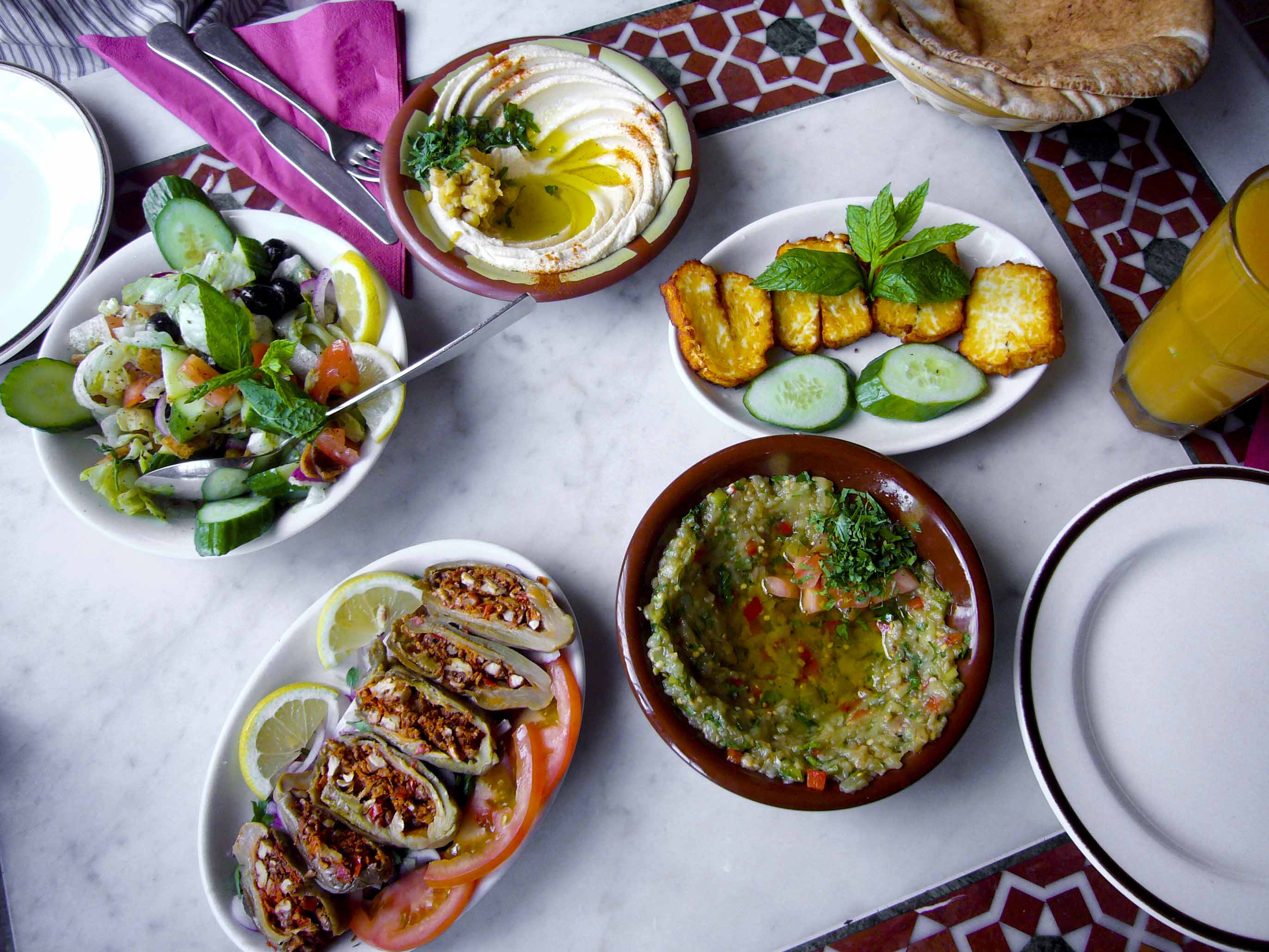
Mezzé syrien : makdous, salade syrienne, houmous, halloumi et baba ganousch, avec du pain pita.

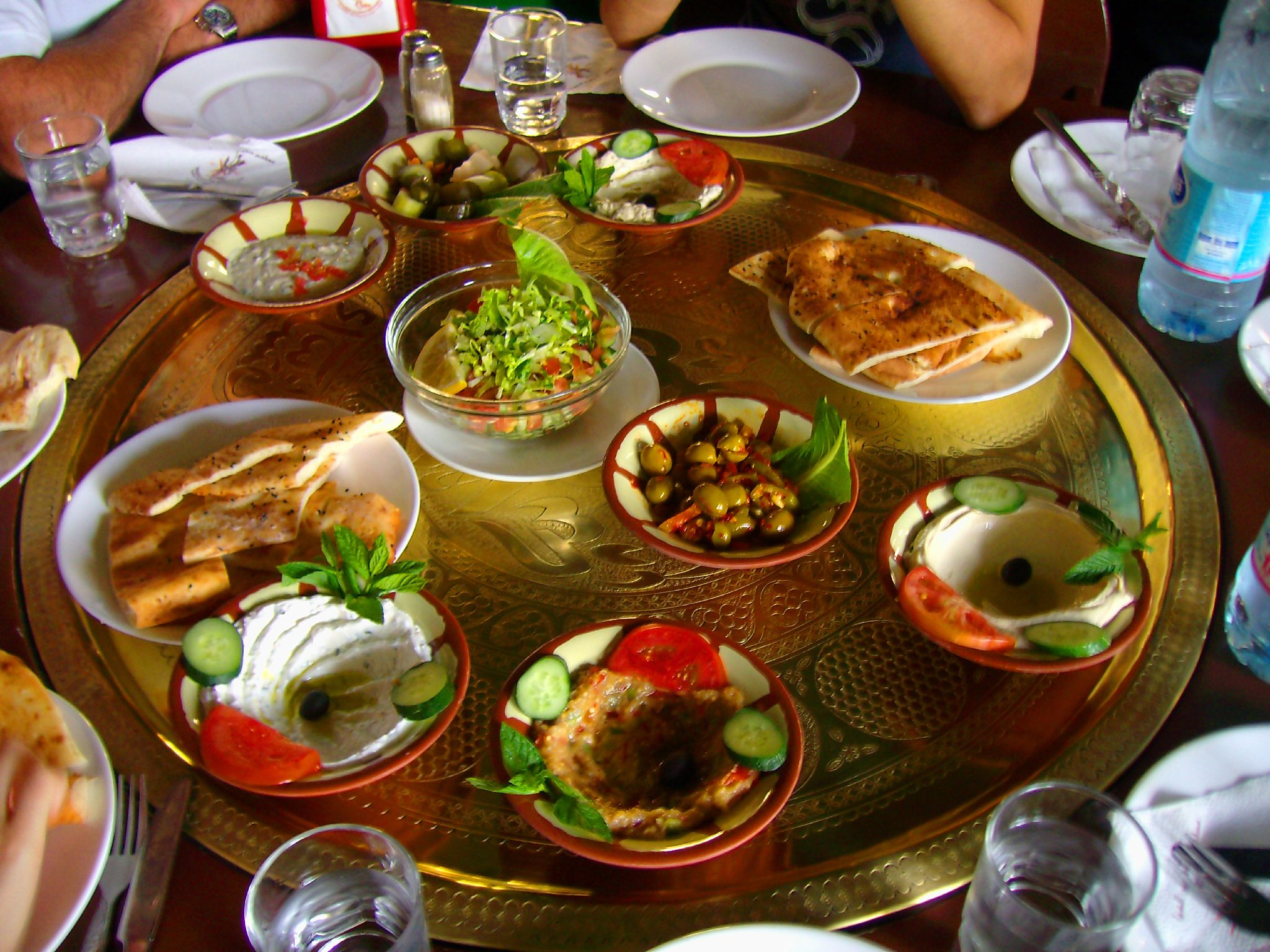
Mezzé à Pétra en Jordanie.

Le mézé ou mezzé (même prononciation dans les deux cas) est une forme de repas de la cuisine levantine et méditerranéenne (syrienne, libanaise, turque, kurde, grecque, arménienne, iranienne, etc.) composée d'un ensemble de plats servis en même temps.

## Description
Le mezzé est composé d'un ensemble de plats dont le nombre est généralement limité à une dizaine, mais qui peut atteindre la centaine lors d'une fête comme un mariage.
Chaque mets est servi dans une petite coupelle, de manière à pouvoir picorer en se servant à l’aide de pain pita.
En accompagnement, on boit traditionnellement de l'arak, une boisson anisée allongée d'eau avec des glaçons.
Beaucoup de plats servis en mezzé sont préparés à partir de légumineuses ou de conserves marinées, et sont donc consommables toute l'année.

## Histoire
L'origine de cette tradition n'est pas connue, et pourrait venir de la plaine de la Bekaa. Depuis, elle a été influencée par les nombreuses cultures présentes au Moyen-Orient.
Le mot viendrait du perse ou de l'arabe. Il est utilisé dans de nombreux pays de la région, chacun l'adaptant à ses spécialités culinaires (en arabe : مازة, en grec moderne : μεζές, en arménien : մեզե, en turc : meze, en persan : مزه, signifiant « saveur »).
Selon l'historien Sami Zubaida, le mezzé accompagnait initialement la consommation d'alcool dans les cafés.

## Exemples de plats
La composition d'un mezzé n'est pas figée. Voici quelques exemples typiques :
- le fattouche,
- le taboulé,
- le chenklich, fromage épicé au thym servi avec des tomates,
- le houmous, purée de pois chiches,
- le baba ganousch, caviar d'aubergines,
- le kebbé,
- le houmous ras asfour, purée de pois chiches avec de la viande,
- le kebbé nayé,
- le sawda nayé, foie d'agneau cru,
- les aubergines grillées,
- le batata harra, pommes de terre sautées aux épices,
- le balila (salade de pois chiches),
- le foul, des fèves avec de l'huile d'olive et citron,
- le fasoulia, salade de haricots,
- le foie de volaille avec narsharab (sirop de grenade),
- les feuilles de vigne farcies,
- les shish taouk (brochettes de blanc de poulet),
- les ailes de poulet,
- les sanesil (moelle épinière d'agneau),
- les arayes, pain farcis de viande,
- les fromages locaux,
- le makdous,
- le mjadra ou 'mujadara, préparation à base de lentilles,
- les pâtisseries salées comme le fatayer, le samoussa, ou le börek,
- le tzatzíki.